# آناتولی موشیک
آناتولی موشیک (انگلیسی: Anatoliy Mushyk؛ زادهٔ ۱۱ اوت ۱۹۸۱) ورزشکار وزنه‌برداری اهل اوکراین است.